# 儒關縣
儒关縣（越南语：／）是越南宁平省下辖的一个县。

## 地理
儒关县北接和平省安水县和乐水县，西接清化省石城县，南接三叠市，东接华闾市和嘉远县。位于拾宋早再山脉余脉至平原地区的过渡带，气候温和，有黄龙江及其支流流经本县。北部和西部均为森林，多湖泊，有同章湖，安光湖等山地湖泊。

## 历史
1975年12月27日，宁平省和南河省合并为河南宁省，儒关县随之划归河南宁省管辖。
1977年4月27日，儒关县和嘉远县合并为黄龙县。
1981年4月9日，黄龙县以嘉清社、嘉春社、嘉镇社、嘉新社、嘉立社、嘉云社、嘉胜社、嘉进社、嘉宁社和嘉旺社10社重新析置嘉远县；黄龙县仍辖山城社、清乐社、上和社、岐富社、菊芳社、安光社、文芳社、文丰社、两丰社、同丰社、琼瑠社、山莱社、山河社、广乐社、富隆社、富禄社、文富社、德隆社、乐云社、富山社、石平社、赤土社、嘉山社、嘉水社、嘉林社、嘉祥社和儒关市镇1市镇26社，县莅儒关市镇。
1991年12月26日，河南宁省重新分设为南河省和宁平省，黄龙县划归宁平省管辖。
1993年11月23日，黄龙县更名为儒关县。
2008年11月6日，同丰社和两丰社部分区域划归儒关市镇管辖。
2024年12月10日，越南国会常务委员会通过决议，自2025年1月1日起，山河社和山莱社合并为福山社，山城社和清乐社合并为清山社，两丰社和文丰社并入儒关市镇。

## 行政区划
儒关县下辖1市镇22社，县莅儒关市镇。
- 儒关市镇（Thị trấn Nho Quan）
- 菊芳社（Xã Cúc Phương）
- 同丰社（Xã Đồng Phong）
- 德隆社（Xã Đức Long）
- 嘉林社（Xã Gia Lâm）
- 嘉山社（Xã Gia Sơn）
- 嘉水社（Xã Gia Thủy）
- 嘉祥社（Xã Gia Tường）
- 岐富社（Xã Kỳ Phú）
- 乐云社（Xã Lạc Vân）
- 福山社（Xã Phúc Sơn）
- 富禄社（Xã Phú Lộc）
- 富隆社（Xã Phú Long）
- 富山社（Xã Phú Sơn）
- 广乐社（Xã Quảng Lạc）
- 琼瑠社（Xã Quỳnh Lưu）
- 石平社（Xã Thạch Bình）
- 清山社（Xã Thanh Sơn）
- 上和社（Xã Thượng Hòa）
- 文富社（Xã Văn Phú）
- 文芳社（Xã Văn Phương）
- 赤土社（Xã Xích Thổ）
- 安光社（Xã Yên Quang）

## 旅游
儒关县有菊芳国家公园、同章湖、闻贞洞、周山修道院等风景名胜古迹。